# Corentin Ermenault
Corentin Ermenault (Amiens, 27 gennaio 1996) è un pistard e ciclista su strada francese, vincitore di quattro titoli europei Elite, due nell'inseguimento individuale e due nell'inseguimento a squadre.
È il figlio di Philippe Ermenault, anch'egli ciclista.

## Palmarès

### Pista
- 2013 (Juniores)

Campionati francesi, Inseguimento individuale Junior
Campionati europei, Americana Junior (con Jordan Levasseur)
- 2014 (Juniores)

Campionati francesi, Inseguimento individuale Junior
Campionati francesi, Inseguimento a squadre Junior (con Adrien Garel, Florian Maitre e Louis Richard)
Campionati francesi, Americana Junior (con Adrien Garel)
Campionati europei, Corsa a punti Junior
Belgian Xmas Meetings, Corsa a punti (Gand)
Belgian Xmas Meetings, Scratch (Gand)
- 2015

Open des Nations, Inseguimento a squadre (Roubaix, con Maxime Daniel, Julien Duval e Julien Morice)
Belgian Xmas Meetings, Scratch (Gand)
- 2016

Fenioux Piste International, Inseguimento individuale
Campionati europei, Inseguimento a squadre Under-23 (con Thomas Denis, Florian Maitre e Benjamin Thomas)
Campionati francesi, Inseguimento a squadre (con Benoît Daeninck, Adrien Garel e Remi Huens)
Campionati europei, Inseguimento a squadre (con Thomas Denis, Florian Maitre e Benjamin Thomas)
Campionati europei, Inseguimento individuale
- 2017

Campionati francesi, Inseguimento individuale
Campionati europei, Inseguimento a squadre (con Thomas Denis, Florian Maitre, Louis Pijourlet e Benjamin Thomas)
- 2018

Campionati francesi, Inseguimento individuale
Campionati francesi, Inseguimento a squadre (con Marc Fournier, Adrien Garel e Jérémy Lecroq)
Campionati francesi, Americana (con Adrien Garel)
- 2019

Campionati francesi, Inseguimento individuale
Campionati francesi, Scratch
Campionati europei, Inseguimento individuale
- 2020

6ª prova Coppa del mondo 2019-2020, Inseguimento a squadre (Milton, con Thomas Denis, Benjamin Thomas e Kévin Vauquelin)
- 2021

Campionati francesi, Inseguimento individuale
- 2022

1ª prova Coppa delle Nazioni, Inseguimento a squadre (Glasgow, con Thomas Denis, Eddy Le Huitouze e Benjamin Thomas)
1ª prova Coppa delle Nazioni, Inseguimento individuale (Glasgow)
Campionati francesi, Inseguimento individuale
Campionati francesi, Americana (con Hugo Pommelet)
Campionati francesi, Inseguimento a squadre (con Cedric Monge, Emmanuel Houcou e Hugo Pommelet)
- 2024

Campionati francesi, Inseguimento a squadre (con Adrien Garel, Clément Petit e Louis Pijourlet)

### Strada
- 2013 (Juniores)

1ª tappa Arguenon-Vallée Verte (Tramain, cronometro)
- 2014 (Juniores)

Campionati francesi, Prova a cronometro Juniores
1ª tappa Tour du Canton d'Aurignac (Boussan, cronometro)
Classifica generale Tour de l'Eure Juniors
1ª tappa Boucles du Canton de Trelon (Anor, cronometro)
Classifica generale Boucles du Canton de Trelon
- 2021 (AVC Aix-en-Provence, una vittoria)

Prologo Tour de Loire-Atlantique (Nantes, cronometro)
- 2022 (AVC Aix-en-Provence, una vittoria)

1ª tappa Tour de la Mirabelle (Vandœuvre-lès-Nancy > Vandœuvre-lès-Nancy)

#### Altri successi
- 2014 (Juniores)

2ª tappa Tour de l'Eure Juniors (Cronosquadre)
- 2015 (CC Nogent-sur-Oise)

Grand Prix de Saint-Quentin
- 2016 (CC Nogent-sur-Oise)

Prix de Trouville-la-Haule
- 2022 (AVC Aix-en-Provence)

1ª tappa Boucle de l'Artois (Maroeuil > Maroeuil, cronometro)
GP National de Cintegabelle
2ª tappa Canton de l´Estuaire (Marcillac, cronometro)
Classifica generale Canton de l´Estuaire
3ª tappa Tour Nivernais-Morvan (Clamecy > Donzy)
Grand Prix Midi Prim
- 2023 (Team Bricquebec Cotentin)

Boucles du Haut Var #6
3ª tappa Boucles de la Charente-Maritime (Le Génétouze > Le Génétouze, cronometro)
2ª tappa Tour de la Manche (Sartilly > Sartilly, cronometro)
Prologo Tour de Loire-Atlantique (Nantes > Nantes, cronometro)
1ª tappa Tour de Loire-Atlantique (Saint-Julien-de-Concelles > Saint-Julien-de-Concelles)
2ª tappa Route Vendéenne (Moutiers-les-Mauxfaits > Fontenay-le-Comte)

## Piazzamenti

### Classiche monumento
- Parigi-Roubaix

2018: ritirato
2019: 89º

### Competizioni mondiali
- Campionati del mondo su pista

Glasgow 2013 - Inseguimento a squadre Junior: 8º
Glasgow 2013 - Inseguimento individuale Junior: 9º
Glasgow 2013 - Americana Junior: 13º
Seul 2014 - Inseguimento individuale Junior: 6º
Seul 2014 - Corsa a punti Junior: 11º
Seul 2014 - Americana Junior: 5º
Hong Kong 2017 - Inseguimento a squadre: 5º
Hong Kong 2017 - Inseguimento individuale: 4º
Berlino 2020 - Inseguimento a squadre: 8º
Berlino 2020 - Inseguimento individuale: 3º
Saint-Quentin-en-Yvelines 2022 - Inseguimento a squadre: 6º
Saint-Quentin-en-Yvelines 2022 - Inseguimento individuale: 8º
Glasgow 2023 - Inseguimento a squadre: 5º
Glasgow 2023 - Inseguimento individuale: 12º
- Campionati del mondo su strada

Toscana 2013 - Cronometro Junior: 7º
Ponferrada 2014 - Cronometro Junior: 14º
Doha 2016 - Cronometro Under-23: 19º
Doha 2016 - In linea Under-23: 117º
Bergen 2017 - Cronometro Under-23: 3º

### Competizioni europee
- Campionati europei su pista

Anadia 2013 - Inseguimento a squadre Junior: 2º
Anadia 2013 - Inseguimento individuale Junior: 3º
Anadia 2013 - Americana Junior: vincitore
Anadia 2014 - Inseguimento a squadre Junior: 4º
Anadia 2014 - Inseguimento individuale Junior: 2º
Anadia 2014 - Corsa a punti Junior: vincitore
Anadia 2014 - Americana Junior: ritirato
Atene 2015 - Inseguimento individuale Under-23: 3º
Atene 2015 - Inseguimento a squadre Under-23: 4º
Atene 2015 - Scratch Under-23: 23º
Montichiari 2016 - Inseg. individuale Under-23: 5º
Montichiari 2016 - Inseg. sq. Under-23: vincitore
St. Quentin-en-Yv. 2016 - Inseg. a squadre: vincitore
St. Quentin-en-Yv. 2016 - Ins. individuale: vincitore
Berlino 2017 - Inseguimento a squadre: vincitore
Berlino 2017 - Inseguimento individuale: 6º
Glasgow 2018 - Inseguimento a squadre: 8º
Glasgow 2018 - Inseguimento individuale: 7º
Apeldoorn 2019 - Inseguimento a squadre: 6º
Apeldoorn 2019 - Inseguimento individuale: vincitore
Grenchen 2023 - Inseguimento a squadre: 3º
Grenchen 2023 - Inseguimento individuale: 4º
Apeldoorn 2023 - Inseguimento a squadre: 5º
Apeldoorn 2023 - Inseguimento individuale: 9º
- Campionati europei su strada

Olomouc 2013 - Cronometro Junior: 4º
Olomouc 2013 - In linea Junior: 16º
Nyon 2014 - Cronometro Junior: 2º
Nyon 2014 - In linea Junior: fuori tempo massimo
Plumelec 2016 - Cronometro Under-23: 4º
Herning 2017 - Cronometro Under-23: 3º
Herning 2017 - In linea Under-23: 70º
Alkmaar 2019 - Staffetta mista: 5º
Alkmaar 2019 - Cronometro Elite: 20º
- Giochi europei

Minsk 2019 - In linea: 97º